# Binnensalzstelle am Kaliwerk Ronnenberg
Die Binnensalzstelle am Kaliwerk Ronnenberg ist ein als FFH-Gebiet gemeldetes und somit geschütztes Gelände in der niedersächsischen Region Hannover. Die von Menschenhand geschaffene Binnensalzstelle erstreckt sich entlang des Rands der Abraumhalde des ehemaligen Kaliwerks Ronnenberg.

## Geographie

### Naturräumliche Zuordnung
Der Standort liegt in der naturräumlichen Haupteinheitengruppe Niedersächsische Börden (Nr. 52), in der Haupteinheit Calenberger Lößbörde (521) und in der Untereinheit Hannoversche Börde (521.0) im Naturraum Benther Land (521.02).

### Lage
Südöstlich von Ronnenberg verläuft ein kleiner Höhenzug, der als Anhöhe den Gipsberg (90 m) einschließt. Nach Westen fällt die Landschaft ab. Die Abraumhalde des Kaliwerks am Südrand Ronnenbergs liegt am Hang etwa 25 Höhenmeter unterhalb der Kuppe.

### Geologie
Das Kaliwerk Ronnenberg war eines der Kalisalzbergwerke im Bereich des Benther Salzstock. Dieser erstreckt sich mit etwa 8 km Länge im Untergrund vom Ronnenberger Stadtteil Weetzen zwischen Ronnenberg, Benthe, Empelde bis zu den hannoverschen Stadtteilen Badenstedt und Davenstedt.
Die Salze des Benther Salzstock wurden in der Zechsteinzeit, vor 250 bis 230 Millionen Jahren, aus dem Meerwasser abgelagert. Die ehemals flach gelagerten Schichten wurden vor etwa 160 Millionen Jahren tektonisch aufgewölbt.

## Geschichte
Am 28. März 1898 begann das Abteufen des Schachts Albert am Rande von Ronnenberg. Schon der Bau wurde durch mehrere Wassereinbrüche behindert, so dass die Förderung erst Ende 1905 aufgenommen werden konnte. Bis 1975 wurden über 40 Millionen t Material gefördert und in einer Fabrik auf dem Werksgelände aufbereitet. Der zu etwa 90 % aus Steinsalz bestehende Abraum wurde auf einer Halde südlich des Schachts deponiert. Nach einem schweren Wassereinbruch im Sommer 1975 wurde das Bergwerk geflutet und aufgegeben. Ein Teil der Abraumhalde wurde später abgetragen.
Das vom verbliebenen Stumpf der Halde abfließende Regenwasser nimmt Salze auf und wird am Haldenfuß in Ringgräben gesammelt, in den sich hauptsächlich Sulfatsalze abscheiden. Die gesättigte Salzlösung wird mit Frischwasser verdünnt und über eine etwa 8 km lange Rohrleitung zur Fösse geleitet. Auf diese Weise gelangen etwa 20 t Salz pro Jahr in das Flüsschen.
Am Süd- und am Ostrand der Halde erstreckt sich ein relativ schmales, insgesamt 1,47 ha großes geschütztes Gebiet auf etwa 600 m Länge. Der Zutritt zum gesamten Bereich ist durch das Oberbergamt Clausthal verboten.

## Weitere FFH-Gebiete
Die Binnensalzstelle am Kaliwerk Ronnenberg ist neben einem Waldstück im Linderter und Stamstorfer Holz eines von nur noch zwei FFH-Gebieten im Gebiet der Stadt Ronnenberg. Eine weitere Binnensalzstelle am Kaliwerk im Stadtteil Empelde ist nach fortschreitender Rekultivierung der dortigen Abraumhalde nicht mehr vorhanden.

## Belege
1. ↑  
Konrad Boden: Kalisalzbergbau in Ronnenberg : Wie entstand das Salz ? Heimatmuseum der Stadt Ronnenberg, abgerufen am 5. Dezember 2015.
2. ↑  vgl. Denkmalinschrift neben dem ehemaligen Verwaltungsgebäude, siehe Foto
3. ↑  
Konrad Boden: Kalisalzbergbau in Ronnenberg : Geschichtlicher Abriss. Heimatmuseum der Stadt Ronnenberg, abgerufen am 5. Dezember 2015.
4. ↑  
Kalihalden. BUND Region Hannover, archiviert vom Original (nicht mehr online verfügbar) am 20. Februar 2019; abgerufen am 20. Februar 2019.
5. ↑  
Uwe Kranz: Menke will nicht ständig am Pranger stehen. www.sn-online.de, 23. Dezember 2018, abgerufen am 20. Februar 2019.
6. ↑  
Landschaftsrahmenplan der Region Hannover. Stand 2013. (PDF; 16,4 MB) Region Hannover. Fachbereich Umwelt. Team Naturschutz 36.04, 36.05 AG Landschaftsrahmenplan, S. 511–514, abgerufen am 13. Mai 2015.
7. ↑  
Neuaufstellung Landschaftsrahmenplan der Region Hannover. (PDF; 7,4 MB) Informationsvorlage. Stadt Ronnenberg, 12. Oktober 2012, S. 13, abgerufen am 8. Dezember 2015.